# 쿰비아

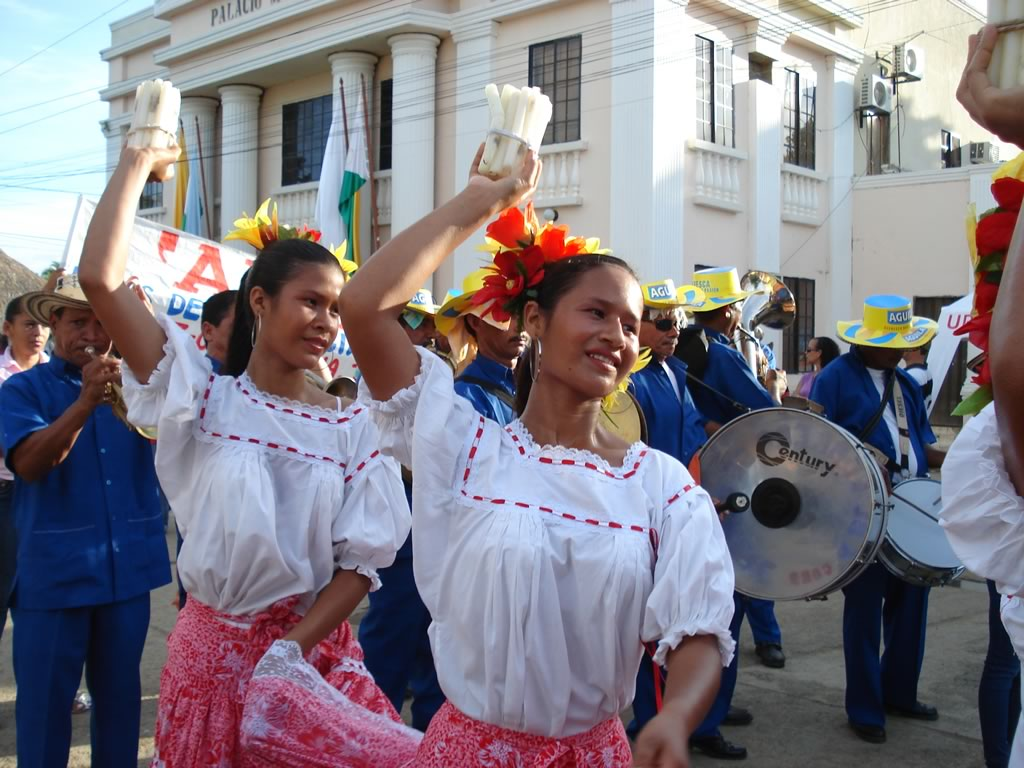

쿰비아(Cumbia)는 콜롬비아의 카리브해 지역에서 유래된 음악 스타일이다. 전통적인 쿰비아 음악과 춤은 콜롬비아의 상징이다.
쿰비아는 아프리카 노예 사이에서 시작됐으며, 유럽의 악기와 음악 형식을 받아들여 혼합해 현재의 형태를 띠게 됐다. 쿰비아는 1980년대까지 중남미 지역에서 살사보다 더 큰 인기를 끌었다. 기본 박자는 4/4이다.

## 악기
탐보라, 콩가, 클라베, 구이라, 기타, 아코디언, 플룻, 베이스 기타

## 같이 보기
- 라틴아메리카의 음악
- 스카
- 차차차